# Symphonia

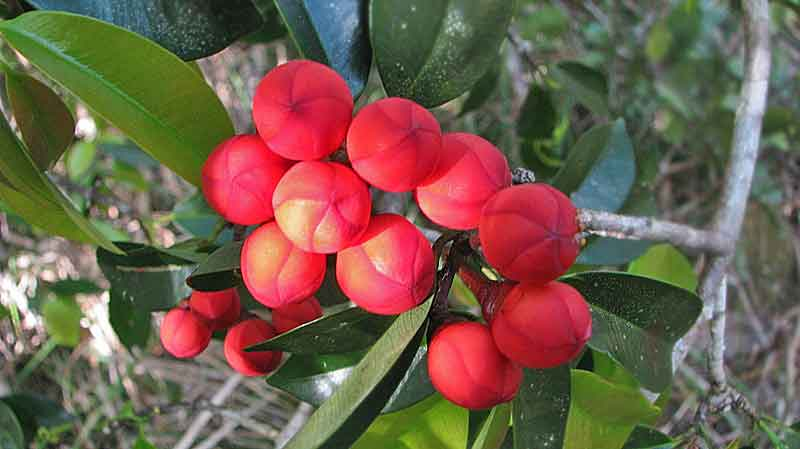
Pąki kwiatowe S. globulifera

Symphonia – rodzaj roślin z rodziny kluzjowatych. Obejmuje według różnych źródeł ok. 15, 23, 17–25 gatunków. Niemal wszystkie są endemitami Madagaskaru, a jedynie jeden (Symphonia globulifera) lub dwa gatunki rosną poza tym w Afryce równikowej oraz w tropikach Nowego Świata (od południowego Meksyku po Boliwię i Brazylię).
Są to drzewa rosnące w wilgotnych lasach równikowych i w zimozielonych lasach górskich od poziomu morza po 2000 m n.p.m. Wyróżniają się mięsistymi i jaskrawymi kwiatami oraz owocami obficie wydzielającymi żółty sok mleczny. Kwiaty zapylane są przez ptaki. Pyłek wydzielany jest w kropelkach oleju przenoszonych przez ptaki (w Ameryce przez kolibry, a w Afryce przez nektarniki). Kropelki umieszczone na znamieniu wciągane są wraz z pyłkiem przez pory w nim się znajdujące. W Ameryce Środkowej obserwowano czepiaki celowo niszczące kwiaty S. globulifera i nie dopuszczające tego gatunku do owocowania w zasięgu bytowania ich stad. Owoce spożywane są przez ptaki i ssaki rozprzestrzeniające w efekcie nasiona.
Rośliny z tego rodzaju są eksploatowane dla drewna. Żywice używane są do uszczelniania łodzi. Lokalnie rośliny te stosowane są w lecznictwie.

## Morfologia

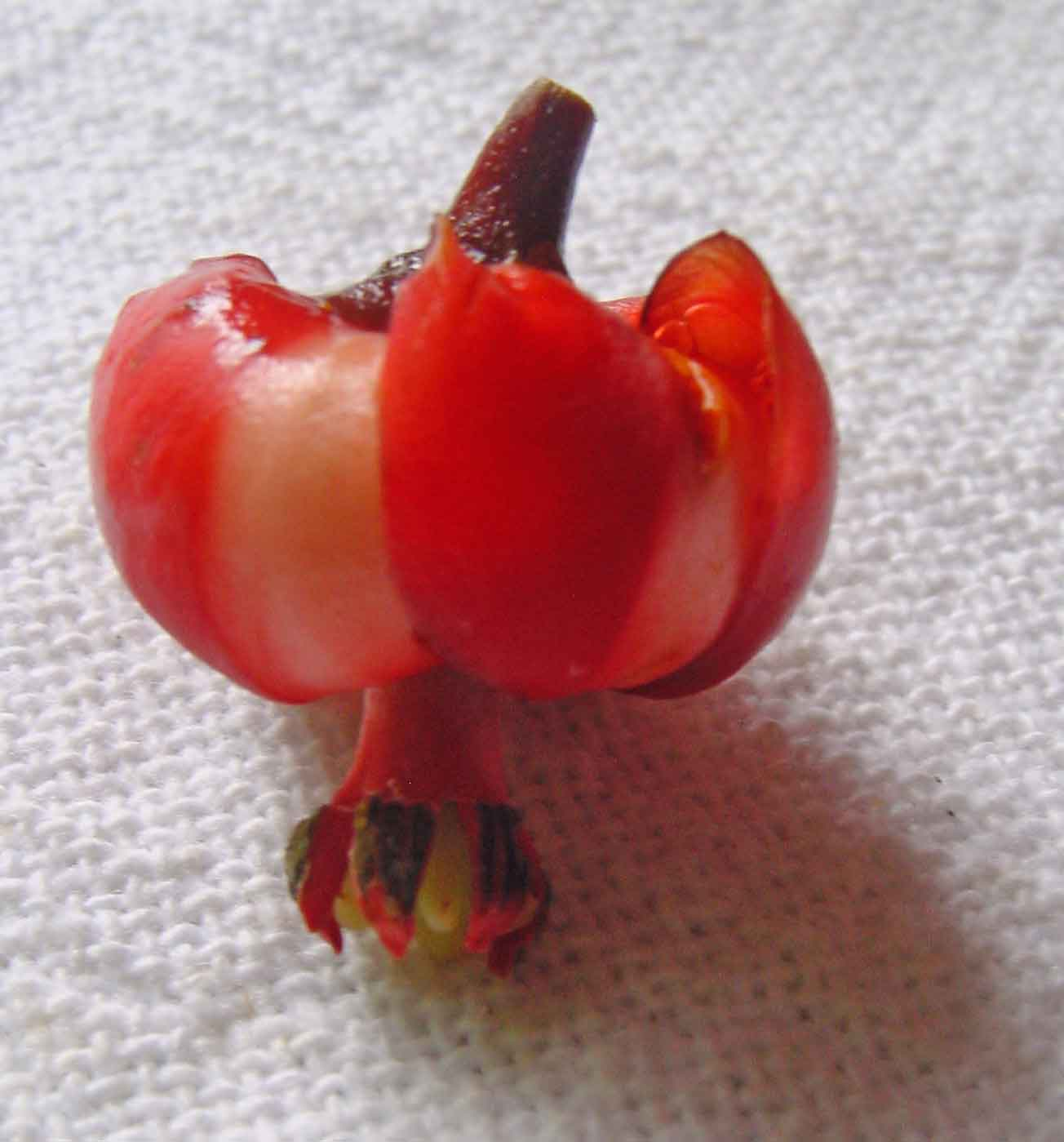
Kwiat S. globulifera

PokrójZimozielone drzewa, zarówno niewielkie, jak i okazałe (S. globulifera osiąga 30 m wysokości), rzadko krzewy. Często z długim i prostym pniem, pokrytym żółtawą korą. Konary i gałęzie często poziomo rozpostarte, czasem zwisające. Rośliny zawierają rurki mleczne obficie wydzielające w przypadku uszkodzenia żółty, lepki sok mleczny. Wzdłuż pędów wytwarzają często korzenie powietrzne.
LiścieBez przylistków u nasady, naprzeciwległe. Blaszki ogonkowe, pojedyncze, całobrzegie, skórzaste i nagie.
KwiatyZebrane w wierzchotkowe, baldachokształtne kwiatostany w szczytowej części pędów, rzadziej kwiatostany zredukowane są do pojedynczych kwiatów. Kwiaty są obupłciowe, promieniste, 5-krotne, małe lub okazałe, przed kwitnieniem w kulistych pąkach. Działki kielicha w liczbie pięciu, są wolne, trwałe, nieco nierównej wielkości. Płatki korony w liczbie pięciu są wolne, silnie zawinięte do środka kwiatu tworzą coś w rodzaju mięsistego pierścienia – są grube i pokryte woskami, zwykle pomarańczowe lub czerwone. Pręciki są zrośnięte w rurkę otaczającą słupkowie, na szczycie podzieloną na 5 łatek, każda z 2 do 6 pylnikami. Pylniki pękają podłużnymi pęknięciami. Zalążnia górna, powstaje z 5 owocolistków, których zrośnięte szyjki zakończone są w pięciołatkowe znamię. W każdej z 5 komór, podzielonych w pełni lub nie, rozwija się od 1 do 12 zalążków.
OwoceZwykle jajowate, rzadziej kuliste, mięsiste jagody (osiągające do 10 cm średnicy), zwieńczone trwałym znamieniem. Na powierzchni zwykle jasnobrązowe i brodawkowate. Wewnątrz zawierają kilka lub wiele nasion i bardzo dużo soku mlecznego. Nasiona okryte są włóknistą osnówką.

## Systematyka
Jeden z 7 rodzajów z plemienia Symphonieae Choisy należącego do rodziny kluzjowatych Clusiaceae.
Wykaz gatunków
- Symphonia clusioides Baker
- Symphonia eugenioides Baker
- Symphonia fasciculata (Thouars) Baill.
- Symphonia globulifera L.f.
- Symphonia gymnoclada (Planch. & Triana) Benth. & Hook.f. ex Vesque
- Symphonia lepidocarpa Baker
- Symphonia linearis H.Perrier
- Symphonia louvelii Jum.
- Symphonia microphylla (Cambess. & Bojer) Benth. & Hook.f. ex Vesque
- Symphonia nectarifera Jum. & H.Perrier
- Symphonia oligantha Baker f.
- Symphonia pauciflora Baker
- Symphonia sessiliflora H.Perrier
- Symphonia tanalensis Jum.
- Symphonia urophylla (Decne. ex Planch. & Triana) Vesque
- Symphonia verrucosa (Hils. & Bojer ex Planch. & Triana) Vesque